# Onze-Lieve-Vrouw-Tenhemelopnemingskerk (Gorsem)

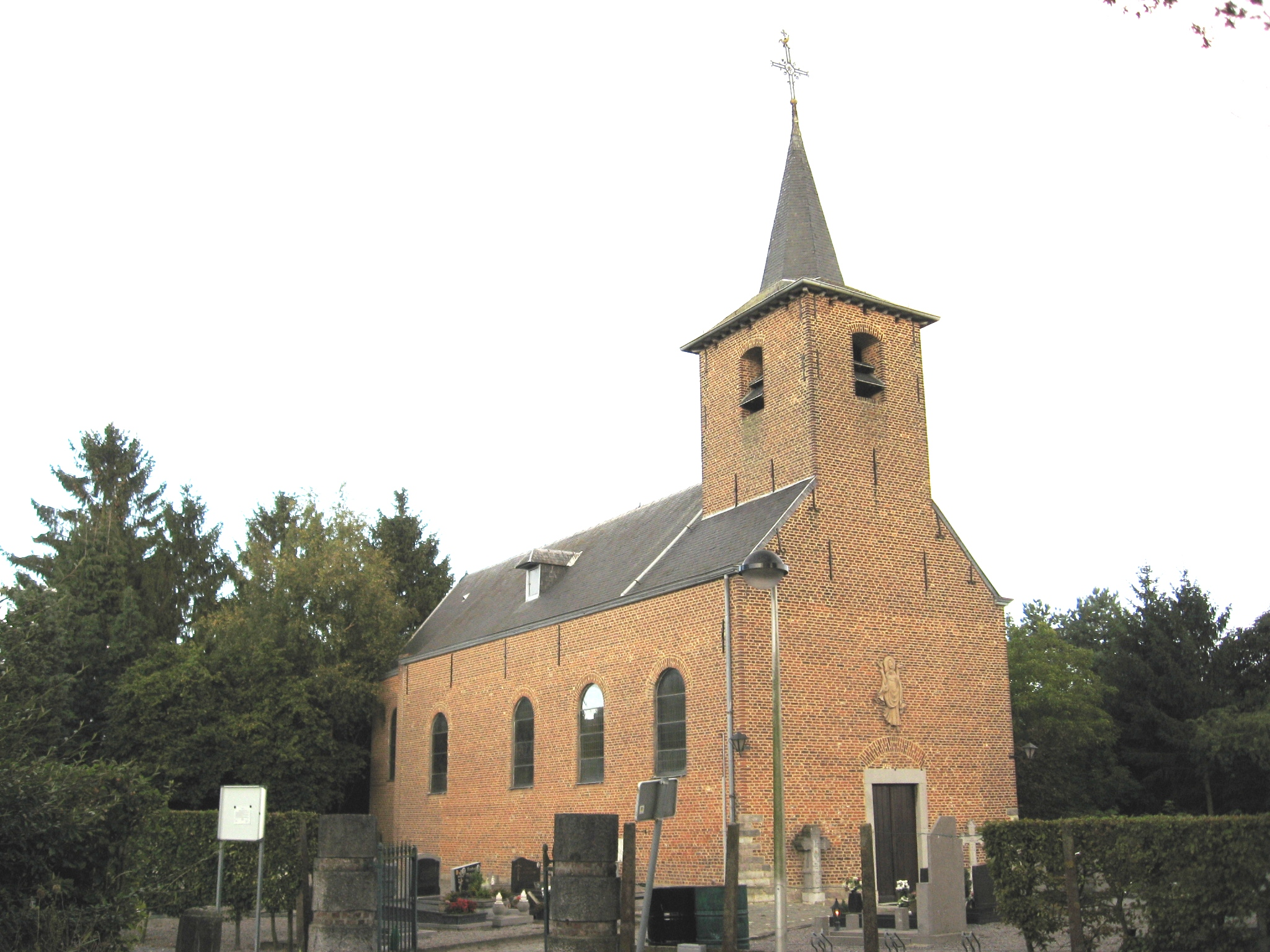
Onze-Lieve-Vrouw-Tenhemelopnemingskerk

De Onze-Lieve-Vrouw-Tenhemelopnemingskerk is de parochiekerk van Gorsem, gelegen aan Gorsem-Dorp, in de Belgische gemeente Sint-Truiden.
Het is een eenvoudig zaalkerkje, uit het einde der 18e eeuw. Het heeft een vlakopgaande, ingebouwde westtoren, gedekt door een ingesnoerde naaldspits. De stijl is classicistisch, de vensters hebben rondbogen, maar uiterlijke ornamenten ontbreken goeddeels. Het reliëfbeeld van Maria boven het ingangsportaal is modern.

## Interieur
De kerk bezit een Sedes Sapientiae uit de 12e eeuw, later deels gerestaureerd, en in recente tijd opnieuw gepolychromeerd. Ook zijn er gepolychromeerde beelden van Sint-Augustinus en Sint-Lambertus uit ongeveer 1500, en houten Kruisbeeld dat mogelijk uit de 17e eeuw stamt. Een Onze-Lieve-Vrouw met Kind en een Sint-Sebastiaan zijn eveneens 17e-eeuws.
Het doopvont is uit de 13e eeuw, in Romaanse stijl. Een wijwatervat is uit 1619.
Op het omringende kerkhof vindt men grafstenen uit 1356, 1632 en 1667.
Sinds 1996 zijn kerk en kerkhof geklasseerd als monument.